# داء النوسجات الإفريقي
داء النوسجات الأفريقي (بالإنجليزية: African histoplasmosis)‏ هي عدوى سببها النوسجة الدوبوازية.:316

## روابط خارجية
- African histoplasmosis: a review - مصدر باللغة الإنكليزية